# Манк (ТВ серија)
Манк (погрешно Монк) америчка је криминалистичка серија са елементима комедије. Аутор серије је Енди Брекман, а главну улогу тумачи Тони Шалуб. Необична је за серије овог жанра јер њен главни лик, Ејдријан Манк, иако бриљантан у решавању злочина, пати од читавог низа психијатријских поремећаја који су се погоршали након убиства његове жене Труди и чије посебности увелико дефинишу овај лик.
Серија је премијерно приказана 12. јула 2002. на ТВ-станици USA Network. Веома је добро примљена код публике и сматра се једним од разлога повећања популарности USA Networkа. Њена осма (уједно и последња) сезона завршила је 4. децембра 2009. Серија тренутно држи рекорд за најгледанију епизоду у историји кабловских телевизија. Манк је поставио рекорд епизодом Господин Манк и крај - 2. део, коју је гледало 9,4 милиона људи, од тога 3,2 милиона из добне групе 18-49 година. У Србији серија се емитује на каналу Дива.

## Радња
Ејдријан Манк био је бриљантан детектив у полицији Сан Франциска све док његова жена Труди није погинула у експлозији ауто-бомбе у градској гаражи, за коју је Манк тада веровао да је била намењена њему. Њена смрт довела је Манка до нервног слома. Отпуштен је из полиције и повукао се у самоћу, одбијајући да напусти кућу три године. Коначно је успео да изађе уз помоћ медицинске сестре Шароне Флеминг (Бити Шрам), коју му је полиција ангажовала као пазитељицу. То му је омогућило да ради као приватни детектив и саветник Одељења за убиства, упркос ограничењима због његовог опсесивно-компулзивног поремећаја, који се знатно погоршао након трагедије.
Манкове навике су бројне, а мноштво Фобија само додатно усложњава његову ситуацију. Он има укупно 312 фобија, од којих су неке страх од млека, микроба, игала, бубамара, висине, несавршености, несиметрије, ризика, усне хармонике... Опсесивно-компулзивни поремећај и силне фобије неизбежно га доводе у непријатне ситуације или узрокују проблеме за Манка и све око њега док истражује случај. Те исте личне карактеристике, нарочито опсесивно-компулзивни поремећај, такође му и помажу у решавању случајева, као што су оштро памћење, специфично стање ума и посвећеност детаљима. У једној епизоди покушао је савладати страхове чинећи ствари које укључују неке од његових фобија. Нпр, покушао је пити млеко, попети се уз мердевине, држати бубамару на длану (ништа није успео), а када су ствари биле неорганизовано раштркане по столу, није могао савладати нагон да их уредно сложи.
Капетан Лиланд Стотлмајер (Тед Левин) и поручник Рандал „Ренди“ Дишер (Џејсон Греј-Станфорд) траже помоћ од Манка кад имају проблема у истрази. Стотлмајјера често иритира Манков поремећај, али као и Дишер поштује невероватне способности опажања свог пријатеља и бившег колеге. Још од детињства, Манкова опсесивна посвећеност детаљима помагала му је да уочи ситне недоследности, пронађе шеме и повеже оно што други обично не повежу. Кроз серију је Манк у сталној потрази за информацијама о Трудиној смрти, једином случају који није могао решити, али га у посљедњој епизоди коначно решава.
Половином треће сезоне Шарона је одлучила да се врати бившем мужу у Њу Џерзи, па је као нова Манкова помоћница ангажована Натали Тигер (Трејлор Хауард), удовица и мајка 11-годишње кћерке Џули. Манк има брата Амброза (Џон Туртуро) и полубрата Џека мл. (Стив Зан), за чије је постојање сазнао у 5. сезони. Упознаће га тек у седмој сезони (Други брат господина Манка).

## Главни ликови
| Улога             | Занимање                        | Име глумца           | Сезоне |
| ----------------- | ------------------------------- | -------------------- | ------ |
| Ејдријан Манк     | Приватни детектив               | Тони Шалуб           | 1—8    |
| Шарона Флеминг    | Манкова прва помоћница          | Бити Шрам            | 1—3, 8 |
| Натали Тигер      | Манкова друга помоћница         | Трејлор Хауард       | 3—8    |
| Лиланд Стотлмајер | Капетан Полиције Сан Франциска  | Тед Левин            | 1—8    |
| Ренди Дишер       | Поручник Полиције Сан Франциска | Џејсон Греј-Станфорд | 1—8    |

## Епизоде
Назив већине епизода има облик Господин Манк и ... (особа или ствар), нпр Господин Манк и лоша девојка, или Господин Манк (ради нешто), нпр. Господин Манк иде у банку, или Господин Манк (је нешто), нпр. Господин Манк је у бекству, баш као и већина романа и приповетки о насловном детективу. Иако у већини епизода решава убиство, има епизода у којима помаже истражити и друге злочине, као што је отмица у епизоди Господин Манк и нестала бака. У 7. сезони, тј. 100. епизоди Манк ће решити свој 100. (и 101.) случај од женине смрти, камен-међаш у његовој каријери.
| Сезона | Сезона | Eпизоде | Емитовање       | Емитовање         |
| Сезона | Сезона | Eпизоде | Прво            | Последње          |
| ------ | ------ | ------- | --------------- | ----------------- |
|        | 1      | 13      | 12. јул 2002.   | 18. октобар 2002. |
|        | 2      | 16      | 20. јун 2003    | 5. март 2004.     |
|        | 3      | 16      | 18. јун 2004.   | 4. март 2005.     |
|        | 4      | 16      | 8. јул 2005.    | 17. март 2006.    |
|        | 5      | 16      | 7. јул 2006.    | 2. март 2007.     |
|        | 6      | 16      | 13. јул 2007.   | 22. фебруар 2008. |
|        | 7      | 16      | 18. јул 2008.   | 20. фебруар 2009. |
|        | 8      | 16      | 7. август 2007. | 4. децембар 2009. |

## „Ево шта се десило“ („Here's what happened“)
У већини епизода постоји део кад Манк открива како је злочин почињен, пре чега скоро увек каже „Ево шта се десило“. Већина тих секвенци налази се при крају епизода, али неке су се десиле и на почетку. Неке су испричане на необичан начин, нпр. у разговору с медведом (Господин Манк на камповању), у облику приче пред спавање (Господин Манк и дечак), црквене песме током ритуала у манастиру (Господин Манк и чудо) или као хип-хоп песма (Господин Манк и репер). У епизоди Господин Манк и мали Манк објашњење је дао двапут, у присећању и у садашњости, као он сам и као он у младим данима.

## Локација
Иако се радња серија одвија у Сан Франциску и околини, Манк је већином сниман на другим местима, осим појединих спољних сцена које укључују неке препознатљиве детаље овог града. Пилот-епизода снимана је у Ванкуверу, Британска Колумбија, Канада, а следеће епизоде 1. сезоне у Торонту, Онтарио. Већина епизода од 2. до 6. сезоне снимана је на подручју Лос Анђелеса. Многе сцене из 4. сезоне снимане су у центру Сан Франциска

## Освојене награде
Награда Еми
- Најбољи главни глумац у хумористичкој серији (Тони Шалуб) (2003, 2005, 2006)
- Најбоља насловна музика (Џеф Бел) (2003)
- Најбоља насловна музика (Ренди Њуман) (2004)
- Најбољи гостујући глумац у хумористичкој серији (Џон Туртуро) (2004)
- Најбољи гостујући глумац у хумористичкој серији (Стенли Тучи) (2007)
- Најбоља насловна музика (Ренди Њуман) (2010)

Награда Златни глобус
- Најбољи главни глумац у телевизијској серији (Тони Шалуб) (2003)

Награда удружења филмских глумаца (Screen Actors Guild)
- Најбоља мушка улога у хумористичкој серији (Тони Шалуб) (2004, 2005)